# Ondřej Klímek
Ondřej Klímek (* 15. srpen 1988, Frýdek-Místek) je český hudebník, hráč na dechové nástroje a skladatel.
Vystudoval Konzervatoř Jaroslava Ježka v Praze. S hudbou začínal ve folklórním souboru Ostravička a tanečním orchestru Šuba Duba Band, se kterými vystupoval nejen v Česku, ale i v Maroku, Turecku, Itálii, Finsku, Estonsku, Litvě, Lotyšsku, Chorvatsku, Ukrajině, Německu, Polsku a Slovensku.
V roce 2003 založil spolu s dalšími hudebníky z rodného Frýdku-Místku jazzovou skupinu Behind the Door, se kterou stále vystupuje a jejíž členové spolupracují s předními interprety české a slovenské hudební scény.
Během studií na Konzervatoři Jaroslava Ježka začal spolupracovat například s Kamilou Nývltovou, Otou Balagem, Kamilem Střihavkou, Danielem Landou, Petrem Kolářem a vystupoval v legendární kapele BSP (Balage, Střihavka, Pavlíček). Od roku 2014 je členem skupiny Vltava.
V roce 2017 Ondřej účinkoval v obnovené funkové skupině Sexy Dancers spolu s Danem Bártou, Darou Rolins, Romanem Holým, Mírou Chyškou, Filipem Jelínkem a dalšími.
V roce 2018 vydal autorské album s eponymním názvem Ondřej Klímek, na kterém vystupují mj. Eva Burešová, David Stypka, Xavier Baumaxa, Michal Pavlíček a další.
V lednu 2019 vystupoval v rámci evropského turné s Českým národním symfonickým orchestrem a italským skladatelem Enniem Morriconem v Krakově, Berlíně, Budapešti, Praze, Stockholmu a Oslu. V roce 2021 hrál s Maxibandem Jana Maxiána v pořadu Máme rádi Česko.
V roce 2023 spolu s Katarzií, Bárou Polákovou, Ondřejem Rumlem, 7krát3, Janem Cinou, Rozálií Havelkovou, Albertem Romanuttim, Naďou Válovou, Vladimírem 518 a dalšími umělci účinkoval v představení HORAČEK GEN XYZ Cirku La Putyka, což je spojení cirkusu, hudby a textů Michala Horáčka.
Ondřej se podílel na desítkách oceňovaných nahrávkách interpretů jako je Vladimír Mišík, Richard Muller, Roman Holý, David Stypka, Milan Lasica a mnoho dalších.
Mimo koncertních a studiových aktivit se Ondřej věnuje také divadelní a televizní činnosti. Spolupracoval například na rockové opeře Klíč králů (hudba Daniel Landa, režie Mirjam Landa), vystupuje v několika představeních Divadla ABC a podílel se na soundtracích k filmům a seriálům jako například Cesty domů, Všechno nebo nic, Oktopus, Zlatá labuť, Tajemství staré bambitky 2, Největší dar, Zoufalé ženy dělají zoufalé věci, Zalez do spacáku a další...

## Působení v kapelách
- Vltava[5]
- Maxiband Jana Maxiána (Máme rádi Česko - FTV Prima)
- Behind The Door

## Koncertní doprovod
- Kamil Střihavka
- Luboš Pospíšil
- Petr Kolář
- Dara Rolins
- Kateřina Steinerová

## Další spolupráce
- Ennio Morricone & ČNSO
- Michal Pavlíček
- Monkey Business
- Xavier Baumaxa
- Xindl X
- Pokáč
- Luboš Pospíšil
- BSP (Balage, Střihavka, Pavlíček)
- Ota Balage & BalageBand
- Markéta Procházková
- René Rypar
- David Stypka & Bandjeez
- Eddie Stoilow
- Jan Smigmator
- Golden Big Band Prague
- Boom!Band Jiřího Dvořáka
- Big Band Felixe Slováčka
- Bohemia Big Band
- Top Dream Company
- Ondřej Fencl
- Prague Big Band Milana Svobody
- Kamila Nývltová
- Artmosféra a mnoho dalších